# 数土直方
数土 直方（すど なおかた、1935年3月2日 - ）は、日本の経営者、薬学博士。数土文夫の兄。旧姓は泰道で2000年12月に数土に改姓。エスエス製薬社長、会長を務めた。

## 経歴・人物
富山県出身。1958年に東京大学工学部を卒業し、1962年にエスエス製薬に入社し、取締役に就任。1968年に常務、1974年に専務を経て、1976年に社長に就任した。2001年に会長を経て、2004年に名誉会長に就任。
2005年に旭日中綬章を受章。